# Папен, Дени
Дени Папе́н (фр. Denis Papin; 22 августа 1647, Шитне, близ Блуа, Франция — между 1712 и 1714, Лондон, Великобритания) — французский математик, физик и изобретатель.
Член Лондонского королевского общества (1680), корреспондент Парижской академии наук (1699).

## Биография
Папен в университете Анже изучал медицину и получил степень доктора, но врачом не работал. Во многом его судьбу определила встреча с голландским физиком Христианом Гюйгенсом, под влиянием которого Папен начал изучать физику и механику.
Будучи кальвинистом, Папен в 1675 году принужден был бежать в Лондон, где гостеприимно был принят Бойлем, которому помогал в его работах; к этому времени относятся введенные им в конструкцию воздушного насоса усовершенствования: соединение двух цилиндров в одном насосе, замена кранов клапанами, устройство тарелки и колокола. В 1680 году Папен, по рекомендации Бойля, был принят в члены Королевского общества, которому в том же году доложил о своем новом изобретении — Папиновом котле, который им описан в работе «A new digestor or engine for softing bones» (Л, 1681; франц. перевод сделан самим Папеном, под заглавием: «La maniere d’ammolir les os et de faire couire en fort peu de temps et à peu de frais toutes sortes de viandes, avec une description de la marmite, ses propriétés et ses usages»); в этом приборе впервые применен был предохранительный клапан. 
Вскоре Папен получил предложение отправиться в Венецию в качестве члена вновь там открытой академии философии и математических наук. Пробыв в Венеции до 1684 года, Папен вернулся в Лондон, где друзья его доставили ему место демонстратора опытов при Королевском обществе; в этой должности он изобрел целый ряд различных машин для поднимания воды и т. д. В 1688 году он опубликовал со своими конструктивными дополнениями описание представленного Гюйгенсом в Парижскую академию наук проекта порохового двигателя в форме цилиндра с поршнем.
В 1687 году Папена пригласили быть профессором физики в Марбургском университете. В 1690 году Папен в Марбурге создал паровой двигатель, который совершал полезную работу за счёт нагревания и конденсации пара. Это был один из первых паровых котлов. Папен изобрёл и впервые применил в конструкции парового котла предохранительный клапан. Конструкцию паровой машины (цилиндр и поршень) Папену подсказал Лейбниц.
Папен также предложил конструкцию центробежного насоса, сконструировал печь для плавки стекла, паровую повозку и подводную лодку, изобрёл скороварку и несколько машин для подъёма воды.
В 1696 году Папен переселился в Кассель. К этому времени относится обширная корреспонденция его с Гюйгенсом и Лейбницем; в 1698 году Папен сообщил Гюйгенсу, что построил машину для поднимания воды силой огня и для движения этой силой повозок. Получив в 1705 году от Лейбница эскиз и описание паровой машины Севери для поднимания воды, Папен продолжил свои работы и в 1707 году в Касселе издал работу «Ars nova ad aquam ignis adminiculo efficacissime elevandam»; в ней описан впервые котел большого давления. 
В 1707 году Папен отправился по реке Везеру на им изобретенной колесной лодке, по одним сведениям, с ручным приводом, по другим — паровой; лодка, однако, была разрушена озлобленными лодочниками и Папен с трудом добрался в Лондон, где сильно бедствовал и умер совершенно забытый, вероятно, около 26 августа 1713 года. Последний источник информации о жизни Дени Папена — его письмо от 23 января 1712 года.
По другим сведениям, Папен вернулся в Германию, где умер в 1714 году. 
- Паровой цилиндр Папена